# Руни, Мартин
Ма́ртин Джо́зеф Ру́ни (англ. Martyn Joseph Rooney, род. 3 апреля 1987 года в Кройдоне, Южный Лондон) — британский легкоатлет, выступавший в беге на 400 метров. Бронзовый призёр Олимпийских игр 2008 года в Пекине в эстафете 4×400 м. Трёхкратный призёр чемпионатов мира в эстафете 4×400 м, трёхкратный чемпион Европы.
Личный рекорд на дистанции 400 метров — 44,45.